# Lew Patejewicz Tyszkowicz
Lew Patejewicz Tyszkowicz (Patej, Tyszkiewicz, zm. 1 kwietnia 1550 w Krakowie) – dworzanin królowej Bony (wraz ze swoim ojcem) od 1538, diak hospodarski (1543), pisarz królewski od 1546. 
Znany jako autor dokumentu lustracji zamku hospodarskiego w Winnicy z 1545. 
Wnuk Tyszki Chodkiewicza, syn Pateja Tyszkiewicza, od którego imienia (Patej – Hipacy), przyjęli nazwisko Pociejowie. Ojciec unickiego metropolity kijowskiego Adama (Hipacego) Pocieja oraz sędziów ziemskich brzeskich litewskich: Fiodora Pocieja Korzeniowskiego (sędzia w 1580) i Lwa Pocieja (sędzia w 1596). Po śmierci Lwa Patejewicza, jego żona, Hanna z Łozów, wyszła po raz drugi za mąż, za kasztelana smoleńskiego Dominika Paca. 